# Spintherobolus leptoura
Spintherobolus leptoura es una especie de peces de la familia Characidae en el orden de los Characiformes.

## Morfología
Los machos pueden llegar alcanzar los 2,7 cm de longitud total.
- Número de  vértebras:32-34.[1]

## Hábitat
Vive en zonas de clima tropical.

## Distribución geográfica
Se encuentran en Sudamérica: Ribeira de Iguape ( São Paulo, Brasil ).